# Wartburg (Tennessee)
Pour les articles homonymes, voir Wartburg.
La ville américaine de Wartburg est le siège du comté de Morgan, dans l’État du Tennessee. Lors du recensement de 2010, sa population s’élevait à 918 habitants.

## Source
- (en) Cet article est partiellement ou en totalité issu de l’article de Wikipédia en anglais intitulé « Wartburg, Tennessee » (voir la liste des auteurs).